# Eric Thenius
 (mars 2018).
Si vous disposez d'ouvrages ou d'articles de référence ou si vous connaissez des sites web de qualité traitant du thème abordé ici, merci de compléter l'article en donnant les références utiles à sa vérifiabilité et en les liant à la section « Notes et références ».
Erich Thenius (également orthographié Erich Thenius), né le 26 décembre 1924 à Abbazia en Istrie dans le royaume d'Italie (aujourd'hui Opatija en Croatie) et mort le 29 décembre 2022, est un paléontologue et zoologiste autrichien.